# Бедеус фон Шарберг, Иосиф
Иосиф Бедеус фон Шарберг (нем. Josef Bedeus von Scharberg; 2 февраля 1783, Германштадт Австрийская империя (ныне Сибиу, Румыния) — 6 апреля 1858, там же) — трансильванский историк.

## Биография
Родился в знатной семье, поселившейся в Трансильвании (Семиградье) в XVI веке. Отец был государственным чиновником высокого ранга, тайным советником.
И. Бедеус окончил католический лицей в Клуж-Напока, затем изучал право в университетах Вены, Праги, Дрездена, Регенсбурга, Линца, в 1804 Венеции. Работал в судебной системе Трансильвании. 
В 1834 году был назначен придворным советником. В феврале 1839 — комиссаром трансильванского правительства. В 1837—1847 активно отстаивал права трансильванских саксов. Выступал за создание саксонской автономии в независимой Трансильвании или Австрийской империи, против мадьяризации и окатоличивания общественной жизни немецко-лютеранского меньшинства Семиградья.
Находясь на государственной службе, принимал деятельное участие в политической, церковной и культурной жизни своей родины. Между прочим, И. Бедеус был одним из членов комиссии, созванной в Вене для выработки основ для сейма 1846—1847 гг.
В январе 1848 г. стал тайным советником Австрийской империи.
Во время революция 1848—1849 годов в Венгрии решительно встал на сторону австрийского правительства, за что был пожалован в бароны в 1854 г.
Будучи председателем географического общества Трансильвании, много сделал для изучения исторических источников и географии Венгрии.
В 1850 году был награждён Большим крестом австрийского Императорского Ордена Леопольда.
Вышел в отставку в марте 1853.
Автор ряда исторических трудов:
- «Die Abbildung und Beschreibung von zwei im Jahre 1823 bei Várhely entdeckten römischen Mosaiken» (1825),
- «Lucrum camerae in Ungarn und Siebenbürgen» (1838),
- «Die Wappen und Siegel der Fürsten von Siebenbürgen und der einzelnen ständischen Nationen dieses Landes» (1838),
- «Verfassung des Grossfürstentums Siebenbürgen» (Вена, 1844),
- «Geschichte meines Lebens und der mich berührenden Zeitereignisse»